# Team Sauerland NRW p/b Henly & Partners/Saison 2016
Dieser Artikel listet Erfolge und Fahrer des Radsportteams Team Sauerland NRW p/b Henly & Partners in der Saison 2016 auf.

## Mannschaft
| Name                            | Geburtstag         | Nationalität | Team 2015                 |
| ------------------------------- | ------------------ | ------------ | ------------------------- |
| Tunahan Aytekin (bis 11. März)  | 2. März 1997       | Türkei       | Neoprofi                  |
| Julius Domnick (bis 13. April)  | 20. April 1997     | Deutschland  | Rose NRW                  |
| Fabian Fritz (bis 11. März)     | 8. Juni 1994       | Deutschland  | Bike Aid                  |
| Aaron Grosser                   | 6. Oktober 1996    | Deutschland  | Rose NRW                  |
| Jonas Härtig (bis 13. April)    | 3. Juli 1997       | Deutschland  | Sportforum Kaarst-Büttgen |
| Felix Intra                     | 1. Februar 1995    | Deutschland  | rad-net Rose Team         |
| Marvin Kötting                  | 16. Januar 1995    | Deutschland  | Neoprofi                  |
| Joann Leinau                    | 2. April 1995      | Deutschland  | Rose NRW                  |
| Louis Leinau                    | 2. April 1995      | Deutschland  | Rose NRW                  |
| Viktor Müller                   | 19. Dezember 1996  | Deutschland  | Rose NRW                  |
| Stefan Schneider (bis 11. März) | 7. April 1994      | Deutschland  | Rose NRW                  |
| Joshua Schotten                 | 11. September 1996 | Deutschland  | Rose NRW                  |
| Christoph Schweizer             | 4. März 1986       | Deutschland  | Bike Aid                  |
| Florian Stork                   | 27. April 1997     | Deutschland  | Rose NRW                  |